# Habrosaurus
Habrosaurus (букв. «граційна ящірка») — викопний вид хвостатих земноводних родини сиренових (Sirenidae). Існував у пізній крейді та палеоцені в Північній Америці.

## Опис
Одна з найбільших безпанцерних амфібій за всю еволюційну історію Землі. Тварина сягала до 1,6 м завдовжки. За розміром та способом життя подібна до сучасних велетенських саламандр. Форма та будова зубів вказує на пристосування до дроблення твердих панцирів ракоподібних або молюсків.

## Види
Описано два види:
- H. prodilatus. Існував у середньому кампані (75 млн років тому). Рештки знайдені у канадській провінції Альберта.
- H. dilatus. Існував на межі крейди та палеоцену. Рештки знайдені у відкладеннях формацій Ланс (Вайомінг) та Гелл-Крік (Монтана).